# Scranciola castanea
Scranciola castanea är en fjärilsart som beskrevs av Sergius G. Kiriakoff 1967. Scranciola castanea ingår i släktet Scranciola och familjen tandspinnare. Inga underarter finns listade.